# Yu Yu (cantante)
Yu Yu, pseudonimo di Giuditta Guizzetti (Parigi, 2 maggio 1976), è una cantante francese con cittadinanza italiana.

## Biografia
Ex hostess, di madre francese e padre italiano bergamasco di professione diplomatico, si presenta alla casa discografica New Music International per un provino per una voce parlata da inserire in un disco. Viene però scelta come cantante e debutta nel mondo della musica nel 2002 con il singolo Bonnes Vacances ottenendo un buon successo, diviene famosa grazie al singolo Mon petit garçon, pubblicato nella primavera del 2002 con il quale ottiene un enorme successo divenendo uno dei Tormentoni estivi di quell'anno, venendo scelto come colonna sonora di uno spot televisivo. Il successo le vale la partecipazione come ospite allo show del sabato sera di Rai 1 abbinato alla Lotteria Italia Uno di noi.
Successivamente, la cantante ha pubblicato il singolo Bonjour Bonjour, che ottenne alla pari del primo un gran successo restando per molti mesi in classifica e fu ripreso anch'esso da uno spot pubblicitario.
È seguita poi la pubblicazione del lento Que je l'aime, che ha segnato il declino della carriera dell'artista. Nel 2003 ha partecipato al Festivalbar con il brano Relax. Il singolo del 2005 Tabù è passato completamente inosservato.
Abbandonata dalla casa discografica, la New Music International, la cantante ha perso la sua notorietà ed è tornata per un certo periodo ad essere un'assistente di volo dopodiché ha lavorato in un bar. In seguito, è ricomparsa sugli schermi televisivi a parlare dell'anoressia che l'ha colpita nel corso degli anni (il declino discografico ha influito, dice ella stessa) e dalla quale si è liberata. La cantante ha anche scritto un libro sull'argomento, Il cucchiaio è una culla – Diario di Yu Yu nella lotta contro l'anoressia, pubblicato nell'ottobre 2008 da Aliberti Editore.
Il 26 novembre 2011 dopo aver sconfitto del tutto la malattia ritorna in televisione come ospite a I migliori anni dove canta i pezzi che l'hanno resa celebre.
Il 14 aprile 2013 ospite a Domenica Live annuncia la sua gravidanza e un nuovo progetto discografico, il singolo L'amour, incluso nell'EP Et voilà l'amour!.
Nel 2016 ha aperto un Concept store e un ristorante a Santa Eulària des Riu, Ibiza.

## Discografia

### EP
- 2013 – Et voilà l'amour!

### Album
- 2002 – Mon petit garçon

### Singoli
- 2002 – Bonne Vacances
- 2002 – Mon petit garçon
- 2002 – Bonjour Bonjour
- 2003 – Que je l'aime
- 2003 – Relax
- 2005 – Tabù
- 2013 – L'amour

## Opere
- Giuditta Guizzetti, Il cucchiaio è una culla – Diario di Yu Yu nella lotta contro l'anoressia, Roma, Aliberti Editore, ISBN 9788874243815.